# Vagabond (manga)
Vagabond (バガボンド, Bagabondo) és un manga dibuixat per Takehiko Inoue que relata la història de Musashi Miyamoto, basant-se en les novel·les d'Eiji Yoshikawa sobre Musashi.
El manga va començar en 1998 sent serialitzat en la revista setmanal Shukan Moningu i és publicat per Kodansha en Japó. Vagabond ha venut més de 22 milions de còpies al voltant del món.
Vagabond ha guanyat el Gran Premi del Festival d'Arts dels Mitjans del 2000 de l'Agència Japonesa per a Assumptes Culturals. El següent és un extracte del discurs felicitant a Takehiko Inoue: "Des de Toyotomi a Tokugawa. Musashi Miyamoto va créixer en un període de canvi entre dos grans eres. El senyor Inoue ha agafat al poderós Musashi qui fou anomenat de vegades una 'bèstia' i ho ha dibuixat com un rodamon. L'artista presumeix sobre reptar atrevidament el treball de literatura nacional japonesa d'Eiji Yoshikawa, fins i tot, la sensació de velocitat que crea és impressionant. Li envií les meues felicitacions a l'artista per crear una nova imatge de Musashi". Eixe mateix any 2000, Vagabond va guanyar la 24a Condecoració Kodansha per Millor Manga. En el 2002, Vagabond va ser obsequiat amb la ben aclamada Condecoració Cultural Tezuka Osamu. L'any següent, Inoue va ser nominat per al Premi Eisner del 2003 en la categoria de Millor Escriptor/ Artista.

## Argument
La història comença l'any 1600, després de la decisiva batalla de Sekigahara. Dos adolescents de 17 anys que es van unir al bàndol perdedor, Takezō Shinmen i Matahachi Hon'iden, es troben ferits al camp de batalla i perseguits pels caçadors supervivents.
Aconsegueixen escapar i juren convertir-se en "Invencible sota els cels" (天下無双, Tenka Musō). Els seus camins se separen: Takezō decideix convertir-se en un vagabund i vagar pel món desafiant a forts oponents, i Matahachi decideix quedar-se amb les dones.

## Personatges principals
(no són biografies històriques)
- Miyamoto Musashi: Samurai

- Sasaki Kojirō: El llegendari arxirival de Miyamoto Musashi. Es creu que Kojiro hagi estudiat l'estilo Chujo-ryu baix la instrucció o bé de Tota Seigen o de Kanemaki Jisai. Kojiro era cèlebre per la seua tècnica Tsubame-Gaeshi, o "Tall Oreneta", inspirada pel moviment d'una oreneta en volar. A diferència del llibre en el qual es basa el pispa Kojiro és representat com sord.

## Personatges secundaris
- Takuan Sōhō: (1573-1645). Un monjo budista Zen, específicament, representatiu de la secta Rinzai. En 1610, ell va ser designat com abat del temple principal, Daitokuji. Takuan és conegut per la seua brutal honestedat i personalitat meticulosament perceptiva, que era buscada igualment per monjos, samurais i polítics (com Tokugawa Iemitsu i Go-Mizunoo). La correspondència compartida entri Takuan amb Yagyū Munenori va ser recopilada en un tractat anomenat "La Ment Desinhibida". Takuan ajuda a capturar a Takezo i després el reanomena com Miyamoto Musashi, alliberant-lo perquè continuï els seus viatges i evolucione la seua personalitat.

- Hon'iden Matahachi: Hedonista i amic d'infància de Musashi. Assumeix la identitat de Sasaki Kojiro després que un moribund Tenki li confiés el certificat de "Mestre de l'Espasa" de Kojiro. Després d'entrar en contacte amb el veritable Kojiro, comença a identificar-se a si mateix com Sasaki "Koujiro", un intèrpret de Kojiro, atès que el Kojiro és sord. Després acaba enemistant-se amb Musashi després d'una tibant reunió, en la qual Matahachi mostra intensa enveja cap a Musashi.

- Tsujikaze Tenma: Un bandit i capdavanter d'una banda que visita periòdicament a Okō i pren tot el de valor que ella hagi adquirit. Va assassinar al pare d'Akemi (l'espòs de Okō), la seua pròpia mare, i després és assassinat per Takezō després de la batalla de Sekigahara.

- Tsujikaze Kōhei: Nascut en 1580 en la vila de Fuwa i germà menor de Tsujikaze Tenma. La seua mare tractà de matar-lo empenyent-lo per una cascada de la mateixa manera que va fer amb Tsujikaze Tenma, no obstant això, Tenma l'assassina i presa a Kōhei sota la seva protecció. Encara que Tenma va ser bondadós amb ell, Kōhei difícilment demostrava algun afecte. Quan la banda Tsujikaze va ser formada i es va involucrar en crims com robatoris, violacions i extorsió, Kōhei va esdevenir membre als 12 i era considerat més "salvatge" pels altres membres. Als 12 intenta violar a l'esposa d'un aldeà que ell havia assassinat, però Tenma, disgustat per l'acte assassina a la dona per acabar el seu sofriment i esclafa els testicles de Kōhei, deixant-lo impotent. Kōhei falla en el seu intent d'assassinar Tenma i com càstig és fet presoner, és durant aquest temps quan adopta una perspectiva nihilista de la vida. La banda Tsujikaze no assoleix fer-se un nom per ells mateixos i honrar al seu cap Toyotomi Hideyoshi, en l'intent de capturar a Tokugawa Ieyasu. A l'edat de 20 anys en l'any 1600, després de 7 anys de tancament Kōhei és alliberat per soldats supervivents a la batalla de Sekigahara i escapa amb el propòsit de trobar i assassinar al seu germà. Desitjant matar a Tenma ell mateix i havent-se-li avançat Takezō, Kōhei confronta a Takezō, però són interromputs pels perseguidors d'aquest últim; quan Takezō aparentment espera la mort suspès en una soga ell la curta. Kōhei és conegut com a bandit pel nom de "Déu de la Mort" i assassina al conegut Shishido Baiken, mestre de la kusarigama. Pretenent ser Baiken, Kōhei viu amb una xicoteta nena, Rind, qui també porta la kusarigama. És reptat a duel per Musashi i perd, però li és perdonada la vida, encara que queda seriosament ferit. Mentre es recupera recorda que Sasaki Kojiro va xafar el seu orgull per estar més endavant en "el camí de la mort" que ell. Sembla que Kojiro fou qui li va fer a Kohei la cicatriu que té en la cara.

- Ukita Hideie: (1573-1655) daimyō de Bizen i Mimasaka. Un dels líders generals que va lluitar pel clan Toyotomi en la Batalla de Sekigahara.

- Otsū: Amiga d'infància de Takezō i Matahachi. Otsū va ser criada per la família de Matahachi i estava destinada a casar-se amb Matahachi. Els plans van venir baix quan Matahachi escapa després de la Batalla de Sekigahara amb Okō a Kyoto. Furiosa amb Matahachi, Otsū refusa l'oferta de l'Àvia Hon'iden d'unir-se a la família Hon'iden i marxa a buscar la vida i l'amor en altra part.

- Kitabatake Tomonori: (1528-1576). Regent de Ise, localitat que es troba en la prefectura de Mie. Es diu que Tomonori va ser mestre de l'escola Kashima Shinto-ryū.

- Tsukahara Bokuden: (1489-1571). Fundador de l'estil Kashima Shinto-ryū. Bokuden era de la ciutat de Kashima en la Prefectura Ibaraki, avui dia. Famós pel seu Musashugyo o pelegrinatge dels samurais, que ho porta a viatjar a través del Japó.

- Itō Ittōsai: (1560 - 1653?). Fundador de l'estil Ittō-ryū, una de les majors escoles de lluita amb espasa. Es diu que anteriorment a establir el seu propi estil, Ittōsai va estudiar una variant de l'estil Chujo-ryū sota la instrucció de Kanemaki Jisai.

- Musō Gonnosuke Katsukichi: (data desconeguda). Fundador de l'escola Shinto Muso-ryū d'arts marcials, que utilitzava majorment la vara de fusta. Es diu que Gonnosuke va ser un dels molts que va perdre davant Musashi en un duel. D'acord amb algunes anècdotes va derrotar a Musashi en una revenja.

- Honami Kōetsu: Famós artista i cal·lígraf, cofundador d'un influent moviment d'art anomenat Escola Rinpa. Koetsu va estar involucrat en nombrosos camps incloent la cerimònia del te, la terrisseria i la cal·ligrafia. A més, Koetsu, va succeir la línia ancestral familiar de negocis de polidor i taxador d'espases.

## Llocs
(pertanyents i esmentats en el manga)
- Sakushū: Província també coneguda com a Mimasaka i actualment, l'àrea del nord de la regió de la prefectura d'Okayama.

- Figa: Una de les velles províncies del Japó situada avui dia en la prefectura de Kumamoto.

- Owari: Una de les velles províncies del Japó situada avui dia en Nagoya i en les seues regions circumdants.

- Kaga: Una de les velles províncies del Japó situada avui dia en la Prefectura d'Ishikawa.

- Echizen: Una de les velles províncies del Japó i actualment és la porció nord de la prefectura de Fukui.

- Temple Sangen'in: Un de molts sub-temples del Temple Daitokuji en Kioto. Era un lloc on els espadatxins Japonesos anaven a meditar i fins i tot sobrepassaven als monjos residents. Alguns afirmen que les idees de rebel·lió es van originar a eixes terres.

- Temple Hōzō-in: Un de molts subtemples que es troben en les terres de Kōfuku-ji en Nara i prop de les Muntanyes Kasuga. El seu nom reverbera pels seus monjos audaços i les seues infames tècniques amb llances.

- Castell Himeji: Forces addicionals van ser despatxades per a ajudar en la caça de Takezō després de la seua tornada de la batalla de Sekigahara als voltants de la vila Miyamoto.

- Territori Yagyū: Regió d'un vell bosc que circumda Kioto, Osaka i la província d'Owari.

- Castell Yagyū: Una finca del famós i formidable Clan Yagyu. Destaca el Saló Shinkagedō.

- Wataya In: Al costat de Yagyū dojo, és on Musashi insospitadament coneix a Yagyū Sekishūsai i on Jōtarō duu A Otsū perquè done una carta a Denshichirō de part de Yagyū Tajima no Kami Muneyoshi.

- Tempere Rengeōin: Localitzat al Kyoto Oriental, Rengeōin (蓮華王院本堂) s'anomena normalment Sanjūsangen-dō. El saló principal de Rengeoin presenta una increïble col·lecció de 1001 estàtues Kannon Budistes.